# 七試艦上戰鬥機
七試艦上戰鬥機（日语：七試艦上戦闘機）是日本三菱集團在1930年代期間製造的單翼型戰鬥機。

## 概要
在1932年4月期間，大日本帝國海軍分別向中島飛機、三菱重工提出設計能夠取代九O式艦上戰鬥機的新型飛機。之後中島飛機設計出九一式戰鬥機，而三菱重工一方則指派由堀越二郎擔任主要設計者；開發出日本史上第一架低翼飛機、編號「1MF10」的「七試艦上戰鬥機」，其機身則由杜拉鋁金屬打造。
後續七試艦上戰鬥機的首次試飛，是在1933年3月，不過之後在當年7月試飛時則發生墜毀的意外（當時機上的試飛員有逃生成功）。之後第二架七試艦上戰鬥機在起落架方面做了修正，但也在1934年6月試飛時、因在空中作尾旋動作後無法控制而墜毀。
最後三菱的七試艦上戰鬥機方案未遭日本海軍青睞而取消，主要設計者堀越二郎也對此成品未有好評，但七試艦上戰鬥機的設計概念則被崛越二郎引用於後來的九六式艦載戰鬥機上。

## 規格

### 架構
- 駕駛人數：1名
- 全長：6.92（22.7英尺）
- 飛行翼寬度：10（33英尺）
- 飛行翼面積：17平方（180平方英尺）
- 機高：3.36（11.0英尺）
- 空機重量：1,225（2,701英磅）
- 引擎：A-4星型14汽缸星型引擎

### 效能
- 出力：570馬力
- 最快速度：每小時320（200英里）
- 巡航速度：每小時300（190英里）
- 航續時間：3小時

### 武裝
- 7.7mm口徑機關槍2架
- 30（66英磅）炸彈2顆